# Terhi Airas-Järventaus
Terhi Airas, coniugata Järventaus (Helsinki, 13 gennaio 1961), è un'ex cestista finlandese.

## Carriera
Con la Finlandia ha disputato tre edizioni dei Campionati europei (1980, 1981, 1987).